# Orthotrichum scabridum
Orthotrichum scabridum là một loài Rêu trong họ Orthotrichaceae. Loài này được (Kindb.) Kindb. mô tả khoa học đầu tiên năm 1897.